# Молодіжна збірна Франції з хокею із шайбою
Молодіжна збірна Франції з хокею із шайбою — національна команда Франції з хокею із шайбою, складена з гравців віком не більше 20 років, що представляє країну на міжнародних змаганнях. Управління збірною здійснюється Французькою хокейною федерацію.

## Історія
Молодіжна збірна Франції є постійним учасником чемпіонатів світу серед молодіжних команд, до 2000-их років виступали здебільшого у групах «В» та «С». У топ-дивізіоні дебютували у 2002 році, посіли десяте місце та вибули до першого дивізіону. З 2003 року виступають у першому дивізіоні у групі «А» або «В» і навіть у другому дивізіоні (2011).  
На чемпіонаті світу 2015 року виступали у першому дивізіоні група «В».

## Результати на чемпіонатах світу
- 1979 – Закінчили на 2-му місці (Група «В»)
- 1980 – Закінчили на 7-му місці (Група «В»)
- 1981 – Закінчили на 8-му місці (Група «В»)
- 1982 – Закінчили на 5-му місці (Група «В»)
- 1983 – Закінчили на 5-му місці (Група «В»)
- 1984 – Закінчили на 6-му місці (Група «В»)
- 1985 - Закінчили на 8-му місці (Група «В»)
- 1986 - Закінчили на 1-му місці (Група «С»)
- 1987 – Закінчили на 5-му місці (Група «В»)
- 1988 – Закінчили на 5-му місці (Група «В»)
- 1989 – Закінчили на 6-му місці (Група «В»)
- 1990 – Закінчили на 5-му місці (Група «В»)
- 1991 – Закінчили на 3-му місці (Група «В»)
- 1992 – Закінчили на 4-му місці (Група «С»)
- 1993 – Закінчили на 5-му місці (Група «В»)
- 1994 – Закінчили на 3-му місці (Група «В»)
- 1995 – Закінчили на 4-му місці (Група «В»)
- 1996 – Закінчили на 7-му місці (Група «В»)
- 1997 – Закінчили на 3-му місці (Група «В»)
- 1998 – Закінчили на 6-му місці (Група «В»)
- 1999 – Закінчили на 7-му місці (Група «В»)
- 2000 – Закінчили на 3-му місці (Група «В»)
- 2001 – Закінчили на 1-му місці (Дивізіон І)
- 2002 – Закінчили на 10-му місці
- 2003 – Закінчили на 4-му місці (Дивізіон І Група «А»)
- 2004 – Закінчили на 3-му місці (Дивізіон І Група «В»)
- 2005 – Закінчили на 4-му місці (Дивізіон І Група «А»)
- 2006 – Закінчили на 4-му місці (Дивізіон І Група «А»)
- 2007 – Закінчили на 4-му місці (Дивізіон І Група «В»)
- 2008 – Закінчили на 5-му місці (Дивізіон І Група «В»)
- 2009 – Закінчили на 3-му місці (Дивізіон І Група «А»)
- 2010 – Закінчили на 6-му місці (Дивізіон І Група «А»)
- 2011 – Закінчили на 1-му місці (Дивізіон І Група «В»)
- 2012 – Закінчили на 1-му місці (Дивізіон І Група «В»)
- 2013 – Закінчили на 6-му місці (Дивізіон І Група «А»)
- 2014 – Закінчили на 3-му місці (Дивізіон І Група «В»)
- 2015 – Закінчили на 4-му місці (Дивізіон І Група «В»)
- 2016 – Закінчили на 1-му місці (Дивізіон І Група «В»)
- 2017 – Закінчили на 3-му місці (Дивізіон І Група «А)
- 2018 – Закінчили на 4-му місці (Дивізіон І Група «A»)
- 2019 – Закінчили на 6-му місці (Дивізіон І Група «A»)
- 2020 – Закінчили на 2-му місці (Дивізіон І Група «В»)
- 2021 – Турніри дивізіонів I, II та III скасовано через пандемію COVID 19.
- 2022 – Закінчили на 1-му місці (Дивізіон І Група «В»)
- 2023 – Закінчили на 3-му місці (Дивізіон І Група «А»)
- 2024 – Закінчили на 2-му місці (Дивізіон І Група «А»)
- 2025 – Закінчили на 5-му місці (Дивізіон І Група «А»)